# NGC 6089
NGC 6089 ist eine 14,1 mag helle linsenförmige Galaxie vom Hubble-Typ S0-a im Sternbild Nördliche Krone und etwa 435 Millionen Lichtjahre von der Milchstraße entfernt.
Sie wurde am 28. Mai 1791 von Wilhelm Herschel mit einem 18,7-Zoll-Spiegelteleskop entdeckt, der sie dabei mit „vF, S, R, vglbM“ beschrieb.
NGC 6089 besitzt eine kleine und kompakte Galaxie als lichtschwachen Begleiter (NCGC 6089-2genannt, Hubble-Typ „C“, scheinbare Helligkeit 14,5 mag, scheinbare Größe 0,3′ × 0,3′).